# Enrique Vergara Vial
Enrique Vergara Vial (Santiago de Chile, 25 de febrero de 1968) es un abogado y académico chileno que fue titular de la Fiscalía Nacional Económica durante el período 2006 a 2010. Actualmente se desempeña como presidente del Tribunal de Defensa de la Libre Competencia (TDLC), cargo que ejerce desde mayo de 2016.

## Biografía
Nació el 25 de febrero de 1968 en Santiago fruto del matrimonio conformado por Enrique Vergara Aldunate y María Adriana Vial Correa. Desde pequeño, Enrique estuvo ligado al mundo de los negocios, ya que su padre, Enrique Vergara Aldunate, fue gerente de Calaf Chile y también asesor de José Said en los años 80, cuando se desempeñó como gerente de Envases del Pacífico (Edelpa) y director de Parque Arauco. Sin militancia política y activo deportista practicando fútbol, tenis, corridas y yoga. Respecto a la labor que ejerció durante el cargo como Fiscal Nacional Económico destaca la innovadora figura de "delación compensada" en relación con el caso farmacias de colusión de precios en farmacias chilenas donde figuran Fasa, Cruz Verde y Salcobrand. La Fiscalía Nacional Económica emitió un documento interno para la eficiente aplicación de la delación compensada en Chile, en ello trabajó en conjunto con la Organización para la Cooperación y el Desarrollo Económicos (OCDE). Durante su cargo señaló que el objetivo de la Fiscalía contempló enfocarse en la colusión o carteles.

## Formación académica
Comenzó sus estudios primarios el año 1974 en el Colegio CraigHouse, sin embargo, tres años después sus padres decidieron que siguiera sus estudios de primaria en el Colegio Sagrados Corazones de Manquehue, esto fue el año 1977. Este último establecimiento educacional lo acogió hasta el término de su educación secundaria en el año 1985.
Terminado el colegio, Enrique tenía decidido comenzar a estudiar Periodismo y desempeñarse como periodista deportivo, pero al no encontrar una institución o Escuela de Periodismo que representara su espíritu de comunicador, finalmente decidió seguir sus estudios universitarios en la Facultad de Derecho de la Universidad Diego Portales durante los años 1986 y 1990 licenciándose en Ciencias Jurídicas y Sociales y recibiendo el premio al mejor alumno de la promoción el año 1991.
Luego, decide especializarse y continuó sus estudios de posgrado en la Universidad Autónoma de Barcelona en el Instituto de Estudios Europeos, donde obtiene Maestría en Derecho Comunitario Europeo, durante los años 1995 a 1997, aprobando con distinción máxima su tesina “El sistema de solución de controversias del MERCOSUR a la luz de las experiencias del GATT/OMC, NAFTA y las Comunidades Europeas”. Luego, en el año 1999 realiza un diplomado sobre negocios internacionales en la Facultad de Derecho de la Universidad Diego Portales. En el año 2004 adquiere un segundo diplomado, esta vez sobre competencia y regulación en la Facultad de Negocios de la Universidad de los Andes. Finalmente, al año siguiente obtiene su tercer diplomado sobre liderazgo estratégico en la Facultad de Negocios de la Universidad Adolfo Ibáñez.

## Carrera profesional
Su primer trabajo fue como abogado en el Estudio Jurídico Ovalle, Weinstein & Jara entre 1992 a 1994, siguiendo luego con el mismo trabajo en el Estudio Jurídico Ovalle y CIA. Ltda. hasta 1995. Posteriormente, trabajó en la Fiscalía del Banco Sud Americano, actual Scotiabank Chile entre los años 1997 a 2000.
Empieza su carrera ascendente en materias de libre competencia, en el puesto de Presidente suplente de la Comisión Preventiva Central Antimonopolios durante abril del 2000 hasta abril del 2002. Paralelo a su trabajo, entre el 2000 a 2002, se desempeña como asesor del Ministerio de Economía, Minería y Energía para luego ser designado jefe del gabinete de dicho ministerio en febrero de 2002, culminando sus servicios en marzo del 2003. Durante este cargo, participó activamente en la elaboración y tramitación de la ley n.º 19.911 que dio origen al Tribunal de Defensa de la Libre Competencia y en el grupo de trabajo que negoció por el Estado de Chile los capítulos de competencia en los Tratados de Libre Comercio suscritos con EE. UU. y la Unión Europea.
Por último, es Sub Fiscal Nacional Económico entre marzo de 2003 y el 31 de marzo de 2006 para luego pasar a su máximo cargo como Fiscal Nacional de la Fiscalía Nacional Económica desde el 1 de abril de 2006 hasta el 31 de marzo de 2010. Desde 2010 hasta la fecha, es abogado especialista en derecho público, en materias relacionadas con la libre competencia y asuntos regulatorios en el Estudio Jurídico Rivadeneira, Colombara & Zegers. Por último, el año 2012 fue nombrado Ministro del Tribunal de Defensa de la Libre Competencia por un período de 6 años, hasta el 2018.

## Carrera académica
Junto con desempeñarse en numerosos e importantes cargos públicos aludidos al derecho económico, también ha ejercido como académico. Comienza siendo ayudante de la clínica jurídica de la Facultad de Derecho de la Universidad Diego Portales entre 1993 a 1995, retomando luego en 1997 hasta 1999. Dentro de la misma facultad, es profesor de Derecho de la Competencia desde el año 2000 hasta el año 2007, tomando luego la cátedra de Derecho Económico desde el 2006 hasta la fecha.
Su último puesto obtenido fue como académico en el Centro de Regulación y Competencia de la Facultad de Derecho de la Universidad de Chile, desde 2010 hasta hoy.

## Labor como Fiscal Nacional Económico

### Requerimientos

#### Contra de Cervecera CCU Chile
El 3 de marzo de 2008, Enrique Vergara Vial envió un requerimiento al Tribunal en contra de la Compañía de las Cervecerías Unidas (CCU) por haber infringido el artículo 3 en su letra b) del decreto ley 211 (DL 211), configurando el delito anticompetitivo de abuso de posición dominante.
La conducta en la que incurrió la cervecera CCU fue prohibir a distribuidores minoristas, a través de la celebración de contratos con la inclusión de cláusulas de exclusividad que prohíbían la comercialización de productos cerveceros de la competencia. Como incentivo, dentro de los contratos aludidos, se acordó la entrega de dineros y material publicitario a quienes formaran parte. Los acuerdos fueron firmados con distintos hoteles, restaurantes, pubs, bares y discotecas.
A esto se le agregó en algunos a casos, que a locales se les pidió un volumen mínimo de compra, en donde además CCU estaba facultada, a su juicio exclusivo, para extenderla vigencia del contrato en caso de que no se haya alcanzado el volumen total establecido en el mismo. A manera de prevenir la no cancelación de una multa, se confirió un mandato especial e irrevocable, por parte del comerciante minorista a CCU, para que ésta, en representación del primero, suscriba en caso necesario de un pagaré a favor de CCU por el monto total adeudado. Por ahora, la causa sigue siendo ejecutoriada.

#### Caso Farmacias
Uno de los casos que más importancia y dedicación tuvo durante su período como Fiscal Nacional Económico fue el Caso Farmacias, en donde estuvieron involucradas las grandes farmacias existentes en Chile (Salcobrand, Ahumada y Cruz Verde), que estaban siendo demandadas a través del Tribunal de Defensa de la Libre Competencia por colusión teniendo consecuencias como el aumento del precio de 222 medicamentos.
Una de las razones del incremento de precios de los fármacos se habría producido por la gran guerra de precios que habían experimentado estas competencias en el año 2007, así es cuando tras prácticas de colusión son demandados por el Fiscal Nacional y multados según la legislación de antimonopolio y colusión ejercida en Chile.

#### Contra Trabajadores de Caleta Punta de Choros
El 29 de diciembre de 2009, Enrique Vergara Vial envía un requerimiento al Tribunal contra la asociación gremial de Trabajadores del Mar Independiente de la Caleta Punta de Choros A.G. por haber infringido el artículo 3.º, letra a) del Decreto Ley 211 (DL 211), referente a acuerdos colusorios y por ende, atentadores de la libre competencia.
La conducta aludida hacía mención a acuerdos explícitos -fijados en el reglamento interno del gremio- entre los agentes económicos para fijar precios y un sistema de turnos para realizar sus servicios de transporte marítimo de carácter turístico en lanchas alrededor de la Reserva nacional Pingüino de Humboldt. Además, se tenía exclusivo monopolio del único muelle existente en la caleta. Tal acuerdo, marginaba tanto a aquellos transportistas que no estaban adheridos a la asociación como aquellos potenciales nuevos competidores que quisieran entrar al mercado, imponiendo claras barreras de entrada anticompetitivas.
El 13 de julio de 2010, el Tribunal de Defensa de la Libre Competencia dicta la sentencia en que aprueba el acuerdo conciliatorio entre la asociación y la Fiscalía, en virtud del artículo 22 del mismo DL 211 que señala la conciliación como vía válida, equiparable a una sentencia jurisdiccional definitiva, previa revisión del mismo Tribunal que regula que los acuerdos conciliatorios no violen nuevamente la libre competencia. El acuerdo al que se llegó fue dar por término el reglamento de la asociación instaurando uno nuevo y disolver los acuerdos previstos por el requerimiento, prometiendo dar igualdad de condiciones y garantizar la libre y sana competencia en los servicios prestados. El rol asignado al caso fue C 198-09.

#### Contra Telefónica Móviles de Chile y otros
Durante el año 2007, Enrique Vergara inició un requerimiento en contra de Telefónica Móviles de Chile S.A., Claro Chile S.A. y Entel PCS Telecomunicaciones S.A. por exclusión de operadores móviles virtuales, es decir, por conductas anticompetitivas al ejecutar prácticas exclusorias y por ende, crear barreras de entrada artificiales dentro del mercado de telecomunicaciones dificultando el acceso de nuevos competidores en el rubro de operadores móviles virtuales. Dicha conducta es sancionada en el artículo 3.º, figura c) como una grave conducta de abuso de posición dominante.
En dicho requerimiento, Enrique Vial pidió que las partes demandadas se abstengan de realizar nuevamente cualquier conducta expresada en el documento, así como cualquier otra que impida, restrinja o entorpezca el desarrollo de la libre competencia, específicamente asociado al ingreso de nuevos competidores. Junto con lo anterior, también el Fiscal pidió una multa de 20.000 Unidades Tributarias Anuales a cada una de las compañías telefónicas.
Al caso se le derivó el rol C 139-07 y actualmente se encuentra fallado.

#### Contra Bertonati vehículos y otros
El 3 de junio de 2008 envió una reclamación contra Bertonati Vehículos especiales limitada, Conversiones San José S.A y Kaufman S.A. Vehículos Motorizados, debido a que estos infligían el decreto ley 211 en sus letras b) y c) argumentando actos colusorios.
Lo que ocurre en los antecedentes del caso es que durante el 2006 en el gobierno de Michelle Bachelett, se anunció la compra masiva de ambulancias. Bertonati y San José al ser distribuidores minoristas de autos les convenía no competir para efectos de obtener mayores ganancias. De esta manera acuerdan la no competencia a nivel nacional. Dada también su estrecha relación con el mayorista Kaufman acceden a invitarlo a formar parte la colusión, a lo que éste acepta. Es así como se le niega la venta a terceros, creando barreras de entrada e impidiendo cualquier participación a otro agente.
Esta causa fue fallada por el TDLC en primera instancia.

#### Contra Compañía Chilena de Tabacos S.A.
Con fecha 10 de noviembre de 2009, Enrique Vergara Vial interpuso un requerimiento en contra de la Compañía Chilena de Tabacos S.A. (CCT) con el objeto de que el Tribunal de Defensa de la Libre Competencia declare que la requerida ha incumplido lo resuelto por V.S. mediante sentencia N° 26/2005 y en consecuencia, admitirlo a tramitación y declarar, sin perjuicio de las medidas correctivas o prohibitivas que estime el tribunal.
Esto porque la CCT había infringido de manera reincidente el artículo 3 del Decreto Ley N° 2011 (DL211), pues abusando de su posición dominante, ha impedido y/o limitado la comercialización de tabaco de sus competidores, razón por la cual fue condenada al máximo de multa que contempla la ley, ordenando que cese de inmediato en su conducta y se abstenga de realizarla en el futuro, con expresa condena en costas.
La Fiscalía Nacional Económica procedió a fiscalizar el cumplimiento oportuno y efectivo por parte de la requerida, que si bien a contar del mes de diciembre del 2008 adoptó políticas comerciales que apuntan a cumplir con la sentencia 26/2005, no produjo que no se siguieran cometiendo en los hechos incumplimientos graves a la sentencia referida, especialmente en lo que respecta a la limitación y/o restricción en el ámbito de publicidad, exhibición y promoción de cigarrillos de marcas de sus competidores, con el objeto y efecto de asegurar la comercialización exclusiva de sus productos.
El Tribunal de Defensa de la Libre Competencia consideró evidente que la requerida ha incumplido lo establecido por la sentencia 26/2005 y reincidido en la infracción del artículo 3 del DL211 mediante el abuso de posición dominante, por limitar y/o restringir la comercialización de productos por parte de sus competidores.
Actualmente dicha causa se encuentra fallada en segunda instancia (Corte Suprema).

### Informes al TDLC

#### Informe al TDLC sobre Rosso Bacovic, Jaime E. con Kauffman S.A.
El 1 de julio de 2009, Enrique Vergara informó al TDLC sobre el caso rol C N°128-2008, en donde dicho informe tenía el objetivo de comunicar, a finales de todo proceso, que la causa individualizada del señor Jaime E. Rosso Bacovic con Kauffman S.A. Vehículos Motorizados no atentaba, según su criterio como Fiscal Económico, a la libre competencia. De paso es necesario mencionar que esta causa estaba siendo investigada por supuesto abuso de posición de dominio y gracias al acuerdo que existió entre las partes, según el artículo 22 del Decreto Ley, ya no existiría conflictos o causas que atenten a la libre competencia y en especial contenido, hacia lo que es conflictos monopólicos.

#### Informe al TDLC sobre "Demanda de Terquim S.A. contra San Antonío Terminal Internacional S.A. y Otro
Enrique Vergara Vial en calidad de Fiscal Nacional Económico evacuó un informe el 27 de diciembre de 2007, solicitado al efecto que, a juicio de la Fiscalía, durante su mandato, la aplicación de un Manual de Servicios que asignaba los sitios de atraque del Molo Sur del Puerto de San Antonio conforme a un criterio de prioridad que privilegia la atención de las naves portacontenedores, no infringía la normativa sobre libre competencia, ya que no resultaba abusiva ni arbitraria, sino más bien eficiente en la asignación del uso de la infraestructura portuaria, señanado que existían alternativas para las naves que transportan graneles de líquido.
Este informe se solicitó debido a que el 1 del agosto del mismo año Terquim S.A interpuso una demanda en contra de la Empresa Portuaria de San Antonio S.A y San Antonio Terminal Internacional S.A, por discriminación arbitraria y abuso de posición de dominio, materializadas mediante el establecimiento de una Manual de Servicios que asignaba los sitios de atraque del Molo Sur del Puerto de San Antonio corforme a un criterio de prioridad que privilegiaba la atención de naves portacontenedores en desmedro de aquellas que transportan otros tipos de carga.

#### Informe al TDLC sobre Demanda de Telsur S.A contra VTR BA S.A.
La Fiscalía Nacional Económica, encabezada por Enrique Vergara Vial, el 1 de abril de 2008 emitió un informe señalando que conforme lo dispuesto en el artículo 39, letra e) del Decreto Ley N° 211, y lo ordenado por el Honorable Tribunal de Defensa de la Libre Competencia, consideró oportuno el desistimiento y aceptación de la demanda que interpuso por Compañía Nacional de Teléfonos, Telefónica del Sur S.A en contra de VTR Banda ancha Chile S.A por estimar la realización de prácticas predatorias y de competencia desleal debido al ingreso de esta última sociedad a la Región de los Lagos. Telefónica del Sur solicitó que se declarara que esas conductas son atentatorias contra la libre competencia, ordenando su inmediato cese y la consecuente adecuación de los contratos suscritos con usuarios a fijación de precios predatorios en la dicha región, al objeto de que sus condiciones pudieran igualarse a las ofrecidas.
La Fiscalía sostuvo que el desistimiento de la demanda y su aceptación no contenían acuerdos o convenciones que pudieran resultar atentatorios contra la competencia. Por ello, sugirió al Honorable Tribunal, quien aceptó el desistimiento de autos.

### Acuerdos conciliatorios fallados por el TDLC

#### Acuerdo Concilatorio sobre Requerimiento de la Fiscalía Nacional Económica contra D&S y Cencosud
Enrique Vergara Vial como Fiscal Nacional Económico, por la Fiscalía Nacional Económica, y Susan Teuber Maag, por Cencosud S.A., fueron asistidos por sus apoderados Felipe lrarrázabal Philippi y Germán Subercaseaux Sousa. Solicitaron el 24 de julio de 2008 que se diera aprobación y acepción al advenimiento elaborado por ambas partes que, en caso de ser aprobado pondría término al proceso relacionado con el requerimiento presentado con anterioridad por la Fiscalía en contra de D&S y Cencosud.
En el acuerdo conciliatorio, presentado al Tribunal de Defensa de la Libre Competencia, Cencosud se comprometió a aplicar, mantener y cumplir tales como: mantener condiciones generales a sus proveedores a los que debía informar a través de su página web con acceso abierto; además debía introducir modificaciones a esas condiciones informándolas en su página web; también se comprometió a pagar facturas de venta de mercaderías de los proveedores pequeños, a más tardar en un transcurso de 30 días corridos contando desde la fecha de su recepción conforme; por otra parte, Cencosud acordó consultar al Honorable Tribunal de Defensa de la Libre Competencia en los términos del artículo 31 del Decreto Ley 211, en forma previa a su materialización, cualquier operación de concentración en la industria supermercadista en que intervenga, directa o indirectamente, en los términos del artículo 100 de la Ley 18.045 sobre Mercado de valores, y tal y como lo ordenase el Honorable Tribunal de Defensa de la Libre competencia por medio de su Sentencia número 65/2008. Éstas, entre otras medidas, debieron ser cumplidas en un plazo máximo de noventa días conforme al acuerdo conciliatorio.

### Reclamaciones

#### Reclamación contra Sentencia 77/08 TDLC, FNE contra Municipalidad de Curicó
Con fecha 17 de noviembre del año 2008, en su labor de Fiscal Nacional Económico interpone un recurso de reclamación ante el Tribunal de Defensa de la Libre Competencia, contra la Municipalidad de Curicó. Señaló que se habría violado el artículo 3.º del Decreto Ley 211, mediante cláusulas que tendieron a restringir la competencia en el proceso licitatorio de "servicios de recolección, traslado de residuos domiciliarios, de ferias libres, servicios especiales, y disposición final en relleno sanitario y el contrato de barrido de calles, recolección de montones, limpieza de sumideros de aguas lluvias, recolección de ramas, escombros, enseres, transportes disposición final en relleno sanitario" dando lugar la sentencia del TDLC a una multa pero no al fin de los actos constitutivos de ilícito y atentatorios contra la Libre competencia.

#### Reclamación contra Sentencia 79/08 TDLC, FNE vs. MK Asfaltos Moldeables Chile y otros
Con fecha 22 de diciembre de 2008, Enrique Vergara Vial envió una reclamación contra la sentencia 79/08 del TDLC, en autos caratulados “Requerimiento de la Fiscalía Nacional Económica en contra de MK Asfaltos Moldeables Chile S.A. y otros” solicitando deje sin efecto la sentencia recurrida que rechazó el requerimiento de autos interpuesto por esta Fiscalía en contra de MK Asfaltos y otros, y en su lugar se acoja en todas sus partes el requerimiento, declarando que las requeridas han incurrido en una conducta contraria a la libre competencia al sostener un acuerdo sobre precios y otras variables competitivas con el objeto de hacer fracasar la licitación pública ID N° 2239-63-LP06 para la adquisición del producto denominado "mezcla asfáltica en frío para bacheo" bajo la modalidad de convenio marco, publicada en el portal www.chilecompra.cl el 6 de octubre de 2006, todo lo cual infringe lo dispuesto en el artículo 3° del Decreto Ley N° 211.
Enrique Vergara Vial solicitó al Tribunal de Defensa de la Libre Competencia, con el mérito de los antecedentes de autos y de lo dispuesto en los artículos 1°, 2°, 3°, 26, 27 y 39 letra b) del Decreto ley N°211, tener por interpuesto recurso de reclamación para ante la Exma. Corte Suprema, ordenando elevar los autos ante ese Alto Tribunal, con el fin de que enmiende, conforme a Derecho, la sentencia N° 79/2008, de 10 de diciembre de 2008, y en definitiva acoja en todas sus partes el requerimiento de autos, declarando que las requeridas han incurrido en la colusión que se les imputa, con motivo de la licitación pública ID N° 223963LP06, infringiendo el artículo 3° del Decreto Ley N° 211, razón por la cual se les impone, a Productos Bituminosos S.A., una multa ascendente a 400 Unidades Tributarias Anuales, a Química Latinoamericana S.A., una multa de 200 Unidades Tributarias Anuales, y a MK Asfaltos Moldeables Chile S.A., una multa de 50 Unidades Tributarias Anuales, o las que esa Excma. Corte estime en justicia, previniéndolas en orden a cesar en estas conductas y no realizarlas en el futuro, bajo apercibimiento de considerárseles reincidentes en ellas, todo con expresa condena en costas.

#### Reclamación por Resolución 27/05 TDLC, relativa a consulta de SUBTEL
Con fecha 29 de julio de 2008, en la labor de Fiscal Nacional Económico, Enrique Vergara Vial, envió un recurso de reclamación para ante la Excelentísima Corte Suprema, en contra de la resolución N° 27, de diecisiete de julio de 2008, la que absolvió una consulta de la Subsecretaría de Telecomunicaciones, Subtel, acerca de la participación de los actuales concesionarios de telefonía móvil en el concurso público de espectro radioeléctrico para telefonía móvil digital avanzada, todo esto conforme a lo dispuesto en los artículos 31 y 39 letra b) del Decreto Ley N° 211.
El Fiscal Nacional Económico solicitó al H. Tribunal y, por su intermedio, a la Excelentísima Corte Suprema, acceder a lo requerido por éste. En primer lugar que se limite la cantidad de espectro radioeléctrico asignado a un operador de telefonía móvil. El límite que la Fiscalía consideraba razonable es de 60 MHz en total, teniendo consideradas todas las bandas destinadas a telefonía móvil. En segundo lugar se requierió que sólo en el evento que una o más concesiones concursadas no resulten otorgadas, se flexibilice lo solicitado anteriormente, estableciendo como límite de la cantidad de espectro radioeléctrico asignado a un operador de 79 MHz. Finalmente se solicitó que, en caso de no acogerse en su integridad lo propuesto por la Fiscalía, lo nombrado anteriormente, las bases del Concurso Consultado contemplen el otorgamiento de concesiones de espectro radioeléctrico que permitan la prestación de los servicios de telefonía móvil y banda ancha móvil en condiciones razonablemente equivalentes.